# Vestido azul
«Vestido azul» es el quinto sencillo del tercer disco de La Oreja de Van Gogh

## Información de la canción
Según explicaciones de sus autores, es la historia de quien deja a una persona y, por su abandono, esta decide quitarse la vida. En directo, la canción alargaba su introducción para darle dramatismo y acabar con mucha fuerza la canción. También se sacó una maqueta, en donde se reemplaza una de las estrofas. La letra relata la historia de un desamor que acaba finalmente con suicidio. Durante la Gala de los premios de la música en 2004 invitaron a Álex Ubago a interpretarla junto con ellos, y así fue e inclusive al final agregaron los versos de Aunque no te pueda ver de Ubago. A finales de 2012, en el concierto que finalizaba la gira de Cometas por el cielo, Álex Ubago volvió a ser invitado para interpretar de nuevo la canción, esta vez, con Leire Martínez.

## Promoción
El sencillo en CD incluye la canción, la maqueta y la versión en directo, y en algunas versiones el dueto de Amaia junto a Pablo Vilafranca de la canción París en francés-español. A comparación del sencillo anterior, Deseos de cosas imposibles, el precio fue notablemente más bajo.
Nunca se grabó un videoclip para la canción, puesto que estaban de lleno en su gira 2004 del álbum Lo que te conté mientras te hacías la dormida. Para hacer promoción en televisión, se usaba el video en vivo de la canción del DVD Lo que te conté mientras te hacías la dormida Gira 2003.

## Posicionamiento
| Listas (2004)       | Máxima posición |
| ------------------- | --------------- |
| España (Promusicae) | 17              |